# DDJ1型電力動車組
DDJ1型“大白鲨”电力动车组是中国铁路第一代高速铁路电力动车组，由株洲电力机车厂、长春客车厂、四方机车车辆厂、唐山机车车辆厂、南京浦镇车辆厂及株洲电力机车研究所等单位于1999年联合研制成功，属于实验性车型，仅试制一列并未投入批量生产，曾获“九五”国家重点科技攻关计划优秀科技成果。DDJ1型电力动车组为动力集中式的单端动力推挽式列车组，采用交—直流电传动，最高运营速度为200公里/小时。

## 发展历史

### 背景
在1990年代初以前，中国铁路的旅客列车速度长期停留在120公里/小时的水平，并面对着来自高速公路和航空运输的严峻挑战。1990年，中华人民共和国铁道部决定选定广深铁路作为试验区段，对既有线路进行技术改造，以时速160公里的准高速铁路作为突破口，为未来发展高速铁路进行探索和试验。1994年12月，广深准高速铁路正式开通并投入运营，为中国自1995年开始的全面提速战略提供了坚实的技术基础；经过多次提速试验后，于1997年4月1日在三大铁路干线实现中国铁路第一次大面积提速。
为了进一步提高铁路客运的竞争力，中国铁道部决定向时速200公里/小时的高速铁路领域进军。1997年1月5日，韶山8型电力机车在铁道部科学研究院北京环行铁道试验基地，创造了当时中国铁路最高试验速度——212.6公里/小时。同年，由中国铁道部科教司立项的“200公里/小时电动旅客列车组”正式被列入中国第九个五年计划国家科技攻关计划发展项目之一。

### 研制
1997年4月，中国铁道部正式下达了《200公里/小时电动旅客列车组设计任务书》，主要目标是研制一列运营速度为200公里/小时，最高试验速度达到220公里/小时，并能用于商业运营的电力动车组。动车组采用“一动六拖”的动力集中方式，研制单位主要有株洲电力机车厂、长春客车厂、四方机车车辆厂、唐山机车车辆厂、南京浦镇车辆厂及株洲电力机车研究所等；其中株洲厂和株洲所承担动力车的研制，长春厂承担动车组总体研究和研制单层一等座车、单层二等座车、带司机室的单层二等座车（控制车）各一辆，浦镇厂研制双层二等座车一辆，四方厂和唐山厂研制单层二等座车各一辆。
为了验证既有线试验区段的提速改造的整体水平，以及为电力动车组的研制提供试验数据，1998年6月，在京广铁路许昌至小商桥区段进行了中国首次200公里/小时旅客列车正线综合性能试验，最高试验速度达到239.7公里/小时，创造了当时中国铁路第一速的纪录；除了韶山8型电力机车外，参与试验的车辆还包括了五辆分别装用长客厂CW-2G、CW-200、浦镇厂PW-200、四方厂SW-200等四种高速转向架的试验车。
1999年3月，经铁道部确认，200公里/小时电力动车组正式定型为DDJ1型。

### 试验
1999年5月26日，动力车正式完成株洲厂内的测试，随后在同年6月上旬被运送至北京环行铁道，同时其他工厂研制的车厢亦陆续抵京。1999年7月7日，DDJ1型电力动车组进行编组后的首次综合试验。中国铁道科学研究院负责对动车组在环形线进行安全评估试验；四方车辆研究所、北方交通大学、株洲电力机车厂、南京浦镇车辆厂、唐山机车车辆厂、四方机车车辆厂、长春客车厂等单位共同完成动车组牵引性能、动车动力学、拖车动力学、制动性能、弓网受流质量、空调性能、供电等试验，期间列车最高试验速度达到180公里/小时。
同年8月，DJJ1型电力动车组在北京完成安全评估试验和各项性能测试后，赴广深铁路进行上线试验。1999年8月20日凌晨，DDJ1型电力动车组首次在广深铁路进行试运行；试运行为时12天，试验包括机车车辆、线桥设备及列车超速防护系统等三个方面100余项测试项目，并在一次试验中瞬间时速达到223.2公里/小时。试验完毕后由铁道部安全评估专家组对DDJ1型电动车组的各项试验报告进行全面审查，认为时速200公里电动旅客列车在广深线可按最高时速180公里进行运营考核。1999年9月27日起，DDJ1型电力动车组在广深铁路以180公里/小时的最高运营速度开始载客试营运，每天担当2对来往深圳和广州东的广深城际列车，成为中国第一列时速200公里的商业营运列车。
然而，由于动力车采用了四台1000千瓦的脉流牵引电动机，以提高电压和电流的方法来提高电机转速。基于直流电动机的技术限制，电机的各项性能指标已接近或超过临界值，导致牵引电机可靠性较差，机车耗电量大。列车投入商业运营后故障率很高，列车在广深铁路运用一年期间的总停运时间长达几个月，只能作为备用车使用。至2002年中，DDJ1型电力动车组停运，并封存于广州车辆段石牌客技站。2002年10月，“大白鲨”列车根据铁道部安排，改配属中国铁道科学研究院，并于2003年4月被送返北京环行铁道封存至今。

## 技术特点

### 总体结构

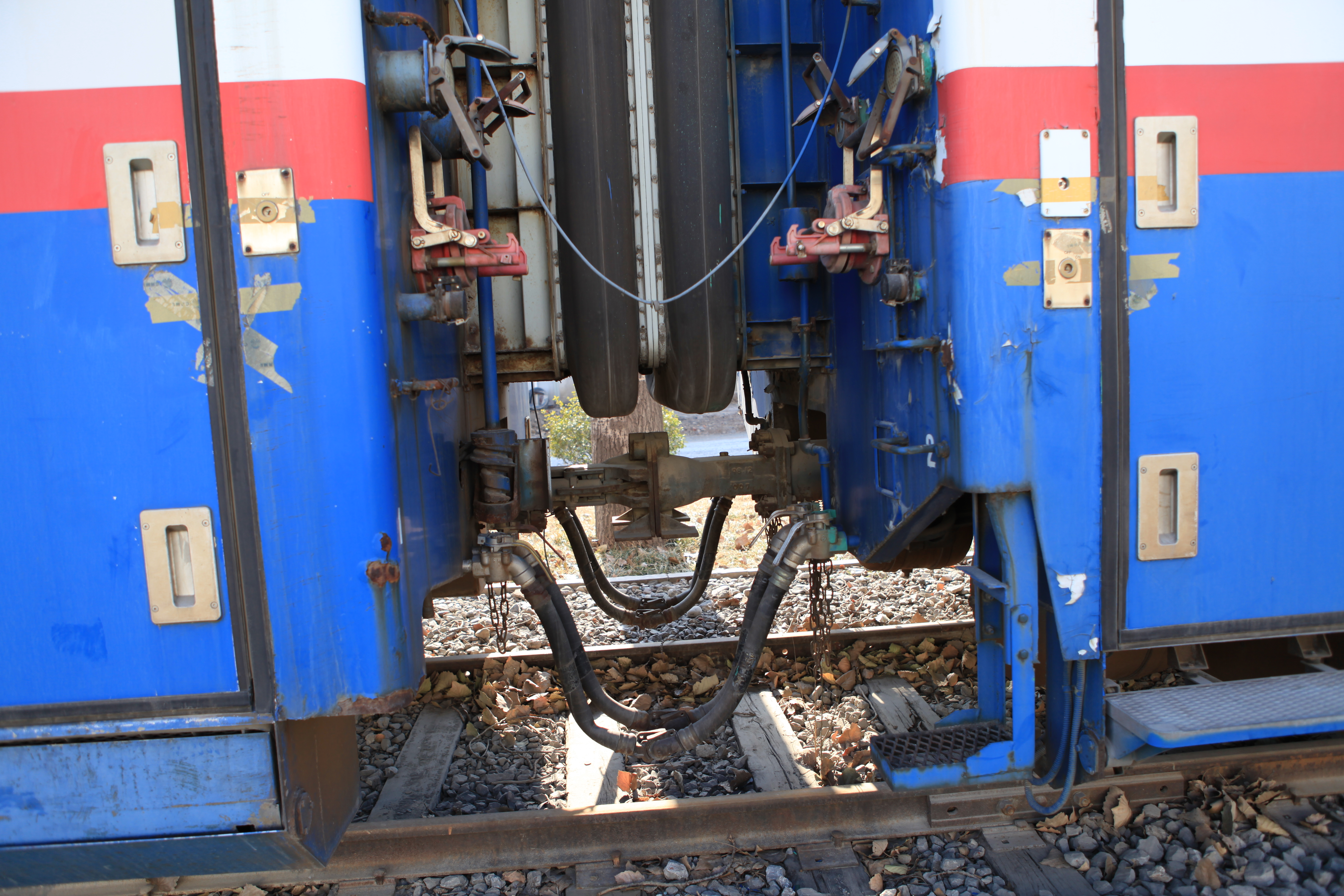
密接式车钩和日本成田密封风挡

DDJ1型电力动车组为动力集中方式的推挽式动车组，采用7辆编组，由1辆动力车、5辆单层客车（包括1辆一等座车、3辆二等座车及1辆带司机室的二等座车 ）、1辆双层客车组成。动力车为一台四轴高速电力机车，其总体布置采用双侧走廊、单端司机室，车内设备采用分室斜对称布置，从前至后分别为司机室、第一电气室、变压器室、第二电气室、机械室。电气室内设有主整流拒、辅助变流柜、制动电阻柜、控制电器柜、微机控制柜等设备；机械室设有牵引电动机通风机、空气压缩机、空气制动柜等设备。主变压器位于车体中央并下沉于车体底架下，与平波电抗器、限流电抗器共用冷却油箱。机车车体、转向架、变压器等各主要部件均进行了轻量化设计，使机车达到了总重84吨、轴重21吨的要求。为了减少高速运行时的空气阻力，动力车采用了流线型车头、车顶导流罩，车体下部两侧并设有裙板。
客车车厢采用无中粱薄壁筒整体承载的全钢焊接结构。列车总定员为438人，一等座车和二等座车均采用“2+2”单向座席布置，差异仅在于座位空间和间距。为提高车厢的密封性能，车辆门窗、连接风挡及排污系统均设计成密封结构，采用了法国进口塞拉门、日本成田制作所的密封风挡、瑞典进口的集便装置、日本三菱的空调机组等设备。为了减少运行阻力，所有客车均采用全封闭的车下裙板，与双层座车相邻之单层座车车顶并设有导流罩。各车厢之间使用密接式车钩连接。控制车车头盖版用复合材料制作，前窗玻璃采用双层防爆电热玻璃。为了克服列车反向推行状态下控制车轮重减载率偏大的问题，除了在控制车车体前端裙板内设置了配重箱，并借鉴了X2000摆式列车的经验，在控制车的前导转向架构架上加设了配重块。

### 列车编组
| 车厢号   | 1              | 2              | 3              | 4              | 5              | 6              | /                |
| 车型     | 二等软座车     | 二等软座车     | 二等软座车     | 一等软座车     | 二等软座车     | 双层二等软座车 | （动力车）       |
| 动力配置 | 〇〇 〇〇 拖车 | 〇〇 〇〇 拖车 | 〇〇 〇〇 拖车 | 〇〇 〇〇 拖车 | 〇〇 〇〇 拖车 | 〇〇 〇〇 拖车 | ●● ●● 动车       |
| 车辆编号 | RZ225DK 10886  | RZ225DT 10885  | RZ225DT 10884  | RZ125DT 10882  | RZ225DT 10883  | SRZ225DT 10881 | DDJ1 001         |
| 制造厂   | 长春客车厂     | 唐山机车车辆厂 | 四方機車車輛廠 | 长春客车厂     | 长春客车厂     | 南京浦镇车辆厂 | 株洲电力机车厂   |
| 转向架   | CW-200         | PW-200         | SW-200         | CW-200         | CW-200         | PW-200         |                  |
| 其他     | 设司机室       |                |                |                |                |                | 设司机室、受电弓 |

### 电路系统
动力车为一台交—直流电传动的单相工频交流电力机车，机车主电路与韶山8型电力机车大致相同，采用晶闸管不等分三段半控桥调压和励磁无级调节，实现恒流准恒速特性控制，恒功速度范围为127～200公里/小时；电气制动采用加馈电阻制动。机车采用ZD118型牵引电动机，是在韶山8型机车所使用的ZD115型牵引电机基础上改进而成，为六极、中电压、带有补偿绕组、C级绝缘、全叠片机座的复励脉流牵引电动机，两者结构上基本相同，ZD118型电机提高了功率和绝缘等级，持续功率达到1000千瓦，令动力车成为中国铁路单轴功率最大的交—直流电传动电力机车。
辅助电路采用单—三相交—直—交变流器供电，取代了传统的旋转式劈相机。动力车并设有向客车车厢供电的系统，采用集中整流、分散逆变的方式，动力车分两路向客车供应600伏直流电源，经由每节车厢设置的逆变器，将600伏直流电逆变为两路380伏交流电源，可为空调、电热、电茶炉以及照明等电器设备提供电源。

### 控制系统
DDJ1型电力动车组的控制系统与出口伊朗的TM1型电力机车相似，同时结合了国产微机控制系统和Adtranz公司的“MICAS-S2”微机控制系统，其中“MICAS-S2”部分主要实现故障记录、显示和列车重联控制功能。控制网络由三级构成，分别为列车总线、车辆总线、控制器总线，其中列车总线直接贯通全列车，连接动力车和控制车。列车总线重联通信采用频率偏移调制方式（FSK），通过网关与车辆总线交换信息。列车控制以微机加逻辑控制单元（LCU）为主体 ，控制功能包括牵引及制动特性控制、超速保护、空电联合制动、自动过分相控制、列车电空制动控制等功能。司机操作台取消了传统的模拟显示仪表，代之以微机控制和监控的液晶显示屏。

### 转向架
动力车走行部为两台二轴转向架，轴式为Bo-Bo。转向架结构与韶山8型电力机车大致相同，构架采用高强度低合金材料。一系悬挂为螺旋弹簧加垂向油压减振器；二系悬挂为高柔度螺旋圆弹簧配垂向、横向、抗蛇行油压减振器的组合。机车采用电机架承式全悬挂结构、双侧六连杆轮对空心轴弹性传动装置、单边刚性直齿传动。牵引力或制动力通过中间低位推挽式牵引装置传递。